# اپک تایمز
اِپُک تایمز، (به انگلیسی: The Epoch Times) (به چینی: 大纪元) یک شرکت رسانه‌ای خبری در ایالات متحده آمریکا است که به صورت خصوصی اداره می‌شود. این روزنامه به ۲۱ زبان مختلف و در ۳۵ کشور منتشر می‌شود.

## انتشار اِپُک تایمز
اپک تایمز اخبار سانسور نشده چین را منتشر می‌کند. یک گروه چینی-آمریکایی در حالی که در معرض خطرات تحت کنترل کمونیست چین بودند، پس از وقایعی چون کشتار میدان تیانانمن و آزار و اذیت گروه معنوی فالون گونگ، شروع به چاپ و نشر اپک تایمز به زبان چینی در ایالات متحده کردند. برخی از خبرنگاران اپک تایمز در چین زندانی شده و تحت شکنجه قرار گرفته‌اند.
اولین روزنامه در می ۲۰۰۰ منتشر شد و اولین نسخه آنلاین در اوت ۲۰۰۰ راه‌اندازی شد. به زودی به دنبال آن نسخه‌های محلی توسط دفاتر منطقه‌ای منتشر گردید که اپک‌تایمز را تبدیل به بزرگترین روزنامه چینی‌زبان در خارج از سرزمین اصلی چین و تایوان نمود.
اولین نسخه انگلیسی آنلاین اپک تایمز در سال ۲۰۰۳ راه‌اندازی شد و پس از آن اولین نسخه چاپی در سال ۲۰۰۴ منتشر گردید. نسخه فارسی اپک تایمز از اوایل سال ۲۰۱۳ منتشر گردید.

## انتشار مجموعه مقالات نُه شرح و تفسیر دربارهٔ حزب کمونیست چین
در اواخر سال ۲۰۰۴، اپک تایمز اقدام به انتشار مجموعه مقالاتی با نام «نُه شرح و تفسیر دربارهٔ حزب کمونیست» کرد. نگاهی دقیق و انتقادآمیز به حزب کمونیست چین. ویراستاران این کتاب قصد داشتند ماهیت حزب کمونیست چین را در طی روند تاریخ برملا کنند. از شکل‌گیری، قدرت‌گیری مائو زدونگ و شکل کنونی آن. نه شرح و تفسیر دربارهٔ حزب کمونیست، حزب را متهم به دروغ گویی، نابودی مفاهیم اصلی اخلاقی و ساختارهای اجتماعی با زور، قتل‌عام مردم و ترور می‌کند. از کشتار میدان تیانانمن تا آزار و شکنجه گروه معنوی فالون گونگ.
نه شرح و تفسیر میلیون‌ها نفر را بر آن داشته که به عضویت خود در حزب کمونیست چین خاتمه دهند.

### عناوین کتاب
عناوین کتاب عبارتند از:
حزب کمونیست چیست؟، چگونگی پیدایش حزب کمونیست چین، حکومت استبدادی و ظالمانه حزب کمونیست چین، حزب کمونیست چین چگونه یک نیروی ضد جهان هستی است؟، تبانی جیانگ زمین و حزب کمونیست چین برای آزار و اذیت فالون گونگ، چگونگی نابودی فرهنگ سنتی به دست حزب کمونیست چین، تاریخچهٔ کشتار حزب کمونیست چین، چگونه حزب کمونیست چین فرقه‌ای شیطانی است، سرشت عاری از وجدان حزب کمونیست چین.